# SN 2007jf
SN 2007jf – supernowa typu II-P odkryta 14 września 2007 roku w galaktyce A001222-0106. W momencie odkrycia miała maksymalną jasność 21,00m.